# Pierre Paul Alexandre Bouchotte
Pour les articles homonymes, voir Bouchotte.
Pierre Paul Alexandre Bouchotte, né le 18 juillet 1754 à Bar-sur-Seine et mort dans la même ville le 23 avril 1821, est un député du tiers état aux États généraux de 1789.
Il siège jusqu'à la fin de la session de l'Assemblée nationale constituante le 30 septembre 1791.

## Biographie
Pierre Paul Alexandre Bouchotte est né le 18 juillet 1754 à Bar-sur-Seine,.
Il est procureur du roi sur le fait des aides, tailles et autres impôts à Bar-sur-Seine,,. Dès 1788, dans un discours qu'il prononce à la Cour des aides, Pierre Paul Alexandre Bouchotte se montre favorable à la démocratie, réclamant le droit de vote pour « ces hommes qui, par leur sueur, fertilisent la terre et nous procurent de l'abondance ».
Le 24 mars 1789,, il est élu député du tiers état du bailliage de Bar-sur-Seine aux États généraux,,,. Il est le premier député du tiers état de ce bailliage élu, sur un total de deux,.
À l'Assemblée nationale constituante, il propose qu'au lieu de créer des assignats, on frappe 30 millions de pièces de monnaie avec le métal obtenu par la fonte des cloches. Il refuse la reconnaissance de la religion catholique comme religion de l'État, au nom de la liberté des cultes. Il demande la destruction des statues représentant les nations enchaînées entourant celle de Louis XIV sur la place des Victoires à Paris. Il propose le 26 juin 1791 de demander à Louis XVI et à Marie-Antoinette un rapport écrit sur leur fuite à Varennes. Il défend la cause des Noirs des colonies en 1791,.
Dans ses Observations sur l'accord de la raison et de la religion pour le rétablissement du divorce, et à l'Assemblée, il se montre favorable au divorce, malgré le refus de ce dernier par le dogme catholique,. Il siège jusqu'à la fin de la session de l'Assemblée nationale constituante le 30 septembre 1791.
Le 20 mars 1816, il est nommé juge suppléant au tribunal de première instance de Bar-sur-Seine,.
Il meurt le 23 avril 1821 à Bar-sur-Seine,.

## Publications
- Discours prononcé au Parlement, à la chambre des vacations, le 1er octobre 1788, 1788, 7 p. (BNF 30138576).
- Discours prononcé la cour des Aides, le 8 octobre 1788, 1788, 15 p. (BNF 30138575).
- Réflexions sur le mémoire, présenté par le ministre des finances, concernant la caisse d'escompte, la banque nationale, les moyens de s'en passer & de rétablir la circulation, Paris, Imprimerie Nationale, 1789, 38 p. (BNF 30138580, lire en ligne).
- Observations sur l'accord de la raison et de la religion pour le rétablissement du divorce, l'anéantissement des séparations entre époux et la réformation des loix relatives à l'adultère, Paris, Imprimerie nationale, 1790, 194 p. (BNF 30138577, lire en ligne).
- Dernières observations sur l'accord de la raison & de la religion, pour le rétablissement du divorce, l'anéantissement des séparations entre époux, & la réformation des lois relatives à l'adùltere, Paris, Imprimerie nationale, 1791, 162 p. (BNF 30138578, lire en ligne).
- Observations de M. Bouchotte, député à l'Assemblée nationale, sur la nécessité de joindre deux titres à la constitution ; l'un sur l'état des personnes, l'autre sur le culte religieux, Paris, Imprimerie nationale, 1791, 12 p. (BNF 30138581, lire en ligne).